# 무토 히로키
무토 히로키(일본어: 武藤 弘樹, 1997년 6월 26일~)는 일본의 양궁 선수이다. 2020년 하계 올림픽 남자 단체전에서 일본 국가대표로 참가하여 동메달을 획득했다.

## 학력
- 도카이 고등학교
- 게이오기주쿠 대학